# The Future Is Now/タイムリープ
「The Future Is Now/タイムリープ」（ザ・フューチャー・イズ・ナウ/タイムリープ）は、ストレイテナーの22枚目のシングル。2018年4月11日にユニバーサルミュージックから発売された。

## 概要
- 前作「シーグラス」から約2年ぶりとなるシングル。6作目の両A面シングルであり、同年5月発売のアルバム『Future Soundtrack』の先行シングルである。

- 「The Future Is Now」はバンダイナムコエンターテインメント社アプリゲーム「デジモンリアライズ」主題歌に起用された[1]。

- 「CLARITY」を"DECADE ELECTRO MIX"としてリアレンジしたものが収録された。

- 限定盤には、ライブツアー『Future Dance TOUR』の先行応募が可能な受付専用シリアルNo.が同封。

- アルバム『Future Soundtrack』収録。

## 収録曲
（全作詞・作曲：ホリエアツシ）
1. The Future Is Now
2. タイムリープ
3. CLARITY(DECADE ELECTRO MIX)
4. The Future Is Now -instrumental-
5. タイムリープ -instrumental-
6. CLARITY(DECADE ELECTRO MIX) -instrumental-